# Emigrate
Emigrate — музыкальный проект, основанный Рихардом Круспе, сооснователем группы Rammstein и её гитаристом. Проект появился в 2005 году во время творческого перерыва Rammstein после выпуска пятого альбома Rosenrot.

## История
Рихард Круспе основал Emigrate в 2005 году, когда Rammstein решили взять год отдыха от гастролей и работы в студии. Во многих интервью Рихард говорит, что идея создания группы пришла к нему во время работы над альбомом Mutter.
31 августа 2007 года вышел дебютный альбом группы — Emigrate.
На песню «My World» был снят клип. Видео было включено в ограниченное издание альбома Emigrate. Следующим клипом группы стал «New York City».
Осенью 2007 года Круспе вернулся к работе с Rammstein, начавшими запись альбома Liebe ist für alle da.
24 июня 2011 года Джо Летц, снявшийся в клипе «My World», заявил на своей странице в Facebook, что Рихард работает над новым материалом. 6 декабря 2012 года группа закончила запись демо-версий новых песен. Запись второго студийного альбома Silent So Long началась в январе 2013 года.
24 июля 2014 года на официальном сайте группы появился трейлер альбома. 24 октября вышел сингл «Eat You Alive». 7 ноября опубликованы песни «Get me Down» и «Rainbow». Silent So Long вышел 14 ноября 2014 года на лейбле Vertigo. Диск содержит 11 песен. В записи приняли участие Лемми Килмистер, Мэрилин Мэнсон и Джонатан Дэвис. Кроме того, пластинка стала лучшим рок-альбомом года по версии Loudwire.
26 июля 2018 года на официальной странице Facebook было объявлено о предстоящей съемке нового музыкального видео с Бенджамином Ковалевичем и Иэном Ди’Сэй из Billy Talent, в которых они пригласили принять участие в записи.
Третий альбом Emigrate — «A Million Degrees» был выпущен 30 ноября.
12 ноября 2021 года вышел четвёртый студийный альбом группы — The Persistence of Memory.

## Состав
- Рихард Круспе — вокал, соло-гитара, клавишные, программирование, автор
- Арно Жиро — ритм-гитара
- Микко Сирен — ударные (только студийная работа)

### Постоянные сессионные музыканты
- Марго Босье — Бас-гитара, ритм-гитара, бэк-вокал (2005 — н. в.)
- Джо Летц — ударные (2007 — н. в.)
- Андреа Марино — клавишные (2021 — н. в.)

### Технический персонал
- Саша Мозер — программирование

### Бывшие участники
- Хенка Йоханссон — ударные (2007—2008, 2021)

## Дискография

### Альбомы
- Emigrate — 31 августа 2007
- Silent So Long — 14 ноября 2014
- A Million Degrees — 30 ноября 2018
- The Persistence of Memory[нем.] — 12 ноября 2021

### Синглы
- «My World» (2007)
- «New York City» (12 октября 2007)
- «Temptation» (7 марта 2008)
- «Eat You Alive» (27 октября 2014)
- «Get Down» (2014)
- «1234» (2018)
- «You Are So Beautiful» (Acoustic) (1 февраля 2019)
- «War» [EP] (12 марта 2019)
- «Freeze My Mind» (27 августа 2021)
- «You Can't Run Away» (24 сентября 2021)
- «Always On My Mind» (Cover) feat. Till Lindemann (15 октября 2021)

### Видео
- «My World» (2 августа 2007)
- «New York City» (20 сентября 2007)
- «Eat You Alive» (24 октября 2014)
- «1234» (19 октября 2018)
- «You Are So Beautiful» (30 ноября 2018)
- «War» (15 марта 2019)
- «Freeze My Mind» (27 августа 2021)
- «You Can’t Run Away» (24 сентября 2021)
- «I’m Still Alive» (19 ноября 2021)
- «Always On My Mind» (21 декабря 2021)